# Serieåret 2011

## Händelser

### Januari
- 4 januari - Axel Alonso utses till chefredaktör för Marvel Comics, och ersätter därmed Joe Quesada.[1][2]

## Utgivning
- Teenage Mutant Ninja Turtles (IDW Publishing) debuterar.

## Avlidna
- 30 december – Ronald Searle, 91, brittisk serietecknare.
- 26 december – Ola Ericson, 91, svensk serietecknare.
- 14 december – Joe Simon, amerikansk serieförfattare och tecknare.
- 7 december – Jerry Robinson, amerikansk serietecknare
- 28 oktober – Alvin Schwartz, amerikansk seriemanusförfattare.
- 18 augusti – Jean Tabary, 81, fransk serietecknare.
- 23 juni – Gene Colan, amerikansk serietecknare.
- 21 maj – Bill Rechin, amerikansk serietecknare.

### Fotnoter
1. ↑  Moore, Matt. "Marvel Promotes Axel Alonso to Editor-in-Chief", ABC News, 4 januari 2011
2. ↑  "Marvel Promotes Axel Alonso to Editor-in-chief"[död länk], CBS News, 4 januari 2011